# Stefan Botew
Stefan Botew także Stefan Botev (buł. Стефан Христов Ботев, ur. 14 lutego 1968 w Charmanli) – sztangista, w barwach Bułgarii i Australii dwukrotny medalista olimpijski.
Brał udział w dwóch igrzyskach (IO 92, IO 96), na obu zdobywał brązowe medale.  W 1992 był w barwach Bułgarii trzeci w wadze do 110 kilogramów, cztery lata później był trzeci w wadze powyżej 108 kilogramów startując dla Australii. Dla Bułgarii zdobył mistrzostwo świata w 1989 i 1990, zwyciężał na mistrzostwach Europy w 1989 i 1990, był drugi w 1989, był drugi w 1987 i 1988. Dla Australii wywalczył srebro mistrzostw świata w 1993 i brąz w 1994 i 1995. Był również zwycięzcą Igrzysk Wspólnoty Narodów w 1994. Pobił jeden rekord świata.